# Победа (фильм, 1919)
Победа (англ. Victory) — американская мелодрама режиссёра Мориса Турнёра 1919 года.

## Сюжет
Свободный путешественник, Аксель Хейст поселяется на острове в Южных морях. Он обеспокоен судьбой несчастной девушки по имени Эльма и дает ей приют на своем острове. Но практический Джонс, который считает, что Хейст скрывает на острове сокровища, готовит нападение на маленький рай Хейста.

## В ролях
- Джек Холт — Аксель Хейст
- Сина Оуэн — Эльма
- Уоллес Бири — Август Шомберг
- Бен Дили — мистер Джонс
- Лон Чейни — Рикардо
- Булл Монтана — Педро
- Уильям Бейли —  эпизод
- Бетти Баутон —  эпизод
- Джордж Николс — капитан Дэвидсон
- Лаура Уинстон — миссис Шомберг